# Qingdao Football Club
El Qingdao Huanghai (en chino tradicional, 青島黃海足球俱樂部; en chino simplificado, 青岛黄海足球俱乐部; pinyin, Qīngdǎo Huánghǎi Zúqiú Jùlèbù) fue un equipo de fútbol de China que jugó en la Super Liga China.

## Historia
Fue fundado el 29 de enero de 2013 en la ciudad de Qingdao de la provincia de Shandong por un grupo de exjugadores y exentrenadores del Shandong con el nombre Qingdao Hainiu, el cual significaba Toros Marinos.
El 31 de enero de 2015 la compañía farmacéutica Qingdao Huanghai Pharmaceutical Co., Ltd. compró el 51% de las acciones del club, y el 30 de diciembre de 2015 el club cambia su nombre por el actual luego de que a sus propietarios tomaron el control total del equipo.
El club desaparece al finalizar la temporada 2021.

## Cronología
| Año     | Dueño | Nombre                | Nombre Comercial                |
| ------- | --- | --------------------- | ------------------------------- |
| 2013–14 | Qingdao Central Plaza Business Management Co., Ltd.                                                                         | Qingdao Hainiu F.C.   |                                 |
| 2015    | Qingdao Huanghai Pharmaceutical Co., Ltd.(51%) Qingdao Central Plaza Business Management Co., Ltd.(49%)                     | Qingdao Hainiu F.C.   | Qingdao Huanghai Pharmaceutical |
| 2016–18 | Qingdao Huanghai Pharmaceutical Co., Ltd.                                                                                   | Qingdao Huanghai F.C. | Qingdao Huanghai                |
| 2019–20 | Shenzhen Hengye Investment Group Co., ltd. (63.625%) Qingdao Huanghai Health Industry Group Co., ltd. (27%) Others (9.375%) | Qingdao Huanghai F.C. | Qingdao Huanghai Qingdao Port   |
| 2021    | Shenzhen Hengye Investment Group Co., ltd. (63.625%) Qingdao Huanghai Health Industry Group Co., ltd. (27%) Others (9.375%) | Qingdao F.C.          | Qingdao F.C.                    |

## Palmarés
- China League One (1): 2019
- China League Two[8] (1): 2013

## Entrenadores
- Su Maozhen (enero de 2013 – julio de 2015)
- Sun Xinbo (interino) (julio de 2015–diciembre de 2015)
- Jordi Vinyals (diciembre de 2015–julio de 2019)
- Juan Manuel Lillo (agosto de 2019–junio de 2020)[9]
- Pablo Machín (julio de 2020)[10]
- Óscar Céspedes (agosto de 2020)
- Wu Jingui (agosto de 2020-diciembre de 2021)